# 유리 안토노프
유리 안토노프(러시아어: Юрий Антонов, 영어: Yuri Antonov, 1945년 2월 9일 ~ )는 러시아의 가수, 작곡가이다. 1997년 러시아 인민예술가상 수훈자이다.